# Erdélyi szombatosok listája
Az  erdélyi szombatosok keresztény felekezet a 16. század végétől kezdődően. 1618-ban Bethlen Gábor, majd 1638-ban I. Rákóczi György törvény hozott ellenük, ezért vallásukat javarészt titokban tartották. Az alábbi lista a felekezet ismert tagjainak illetve hozzá közelállónak tartott személyeket tartalmazza betűrendben. Egyes személyek esetében a források ellentmondóak a szombatosságot illetően.
Az önálló szócikkel nem rendelkezők neve ide irányít át, ezért nevük vastagítva jelenik meg. Az önállóan is nevezetesekről csak a születési-halálozási adatok, illetve a lista tárgyához tartozó információk szerepelnek; az életrajz többi vonatkozása a hivatkozott szócikkben található.
- Alvinczi Énok (16. század) énekszerző. Többedmagával néhány szombatos szertartási éneket szerzett a felekezet számára, amelyek ma a budapesti Egyetemi Könyvtárban őrzött Jancsó-kódexben olvashatóak. Az Egy lélekkel illetve Emlékezzél, Úristen című énekek megtalálhatók az 1609-ben Kolozsvárott kiadott unitárius egyházi énekeskönyv két csonkán fennmaradt példányában is.[1][2]
- Alvinczi Péter (Nagyenyed, 1570 – Kassa, 1634. november 26.) Bocskai István udvari papja és végrendeletének egyik végrehajtója.[3][4]
- Árkosi János (16. század vége – 1626 után) egyházi író. Az egyik erdélyi szombatos közösség lelkipásztori tisztét tölthette be. Predicatio vagy Concio címen kézirata maradt fenn 1626-ból egy kódexben, amely jelenleg Kolozsváron, az Akadémiai Könyvtárban található. Ugyanoda került az unitárius kollégium könyvtárából a Szombatosok régi könyve című kézirat, amelyet a szakirodalom Árkosi János-kódex-ként ismer; ennek másolását 1617-ben kezdték meg. (Ism. Keresztény Magvető 1886. 146.)[5][6][7][8]
- véckei id. Balássy Ferenc, a székelyek kapitánya. Bethlen Gábor több ízben küldte követségbe. Kohn Sámuel állítja, Jakab Elek vitatja Balássy szombatosságát.[4][9]
- Bökényi Filep János, református lelkész, a Régi szombatos énekeskönyv három énekének szerzője.[10][11]
- Bogáthi Fazekas Miklós (Torda, 1548. december 4. – Kolozsvár, 1592[12] vagy 1598 körül[13]) unitárius lelkész, költő, tanár. 1579-ben Balássy Ferenc szendemeteri kastélyában volt udvari pap, innen szombatos nézetei miatt menekülnie kellett. Zsoltárfordításait a szombatosok is használták.[14][15] Jakab Elek vitatta Bogáthi szombatosságát.[16]
- Borsos Tamás  (Marosvásárhely, 1566. június 14. – 1633 után) marosvásárhelyi jegyző és városbíró, Bethlen Gábor követe a török portán. Kohn Sámuel állítja, Jakab Elek vitatja Borsos szombatosságát.[4][17][18]
- Eőssi András (? – 1602. július–augusztus) székely főnemes, a szombatos felekezet megalapítója.[19][20]
- aranyosgerendi Gerendi János erdélyi főnemes, a szombatosság első tekintélyes pártfogója.[21] A kortárs Arator István szerint a szombatos felekezet egyik alapítója.[22]
- kissolymosi Mátéfi János 1616–1633 körül keletkezett kéziratos énekeskönyve Kolozsváron, az Akadémiai Könyvtárban található.[23]
- hidvégi Mikó Ferenc (Hídvég, 1585 ? – Gyulafehérvár, 1635. július 15.) politikus, diplomata, emlékiratíró, a 17. század eleji erdélyi politikai élet kiemelkedő egyénisége, Bethlen Gábor fejedelem bizalmas tanácsosa.[24] Kemény János erdélyi fejedelem önéletírása szerint „religiójában névvel unitárius, de valósággal semmi religióju ember vala. Az pápistaságban az purgatoriumot és ceremóniákat javallotta, zsidóságból az szombatot, kiből egyet, kiből mást, és az millenárium időket hitte.” Kohn Sámuel ebből az idézetből, valamint abból a tényből, hogy Péchi Simon neki ajánlotta a Talmud egy részének magyar fordítását, azt a következtetést vonja le, hogy „voltaképpen szombatos, csakhogy vallásával még nem egészen volt tisztában.”[25] Jakab Elek vitatta, hogy Mikó Ferenc szombatos lett volna.[26]
- lengyelfalvi Orbán Ferenc, Péchi Simon sógora, udvarhelyszéki főkapitány.[27]
- Pankotai Tamás, unitárius lelkész, aki Dávid Ferenc tanait a hitújító bebörtönöztetése után is hirdette, ezért az unitáriusok eltiltották a prédikálástól. A Régi szombatos énekeskönyv egyik énekének szerzője.[10]
- Péchi Simon (1565–70 körül – 1640-1642 körül) erdélyi kancellár, a szombatos vallás vezéralakja. 1615-ös énekeskönyve Kolozsváron, az Akadémiai Könyvtárban 1631 előtti imakönyve Kalocsán, a Főszékesegyházi Könyvtárban található.[28][29]
- Szentmiklósi Turcsák Mihály (?, 1603 – Marosvásárhely, 1668) unitárius lelkész, aki Péchi Simon udvari papjaként szombatossá lett.[21][30]
- Toroczkai János (? – Dés mellett, 1638. július 17.) ötvös, Toroczkai Máté unitárius püspök fia; nézeteinek hangoztatása miatt Krisztus elleni káromlás címén halálra kövezték.[31][32][33]